# Sulden
Sulden (Solda en italien) est un hameau de montagne situé dans le Trentin-Haut-Adige (région du nord de Italie). C'est une frazione de la commune de Stelvio (Stilfs), dans la province autonome de Bolzano.
Le hameau, connu comme station touristique d'hiver et d'été, est situé au pied de la chaîne de montagnes Ortles-Cevedale, à laquelle elle donne accès via un réseau dense de sentiers, un téléphérique et deux télésièges (télésièges dell'Orso et Pulpito). Le célèbre alpiniste Reinhold Messner a construit l'un des locaux de son Messner Mountain Museums, Alla fine del mondo,  et a importé une dizaine de yacks tibétains.

## Étymologie
Le nom Solda est dérivé d'une expression celtique signifiant petite eau, ce qui indiquerait un marécage.

## Géographie

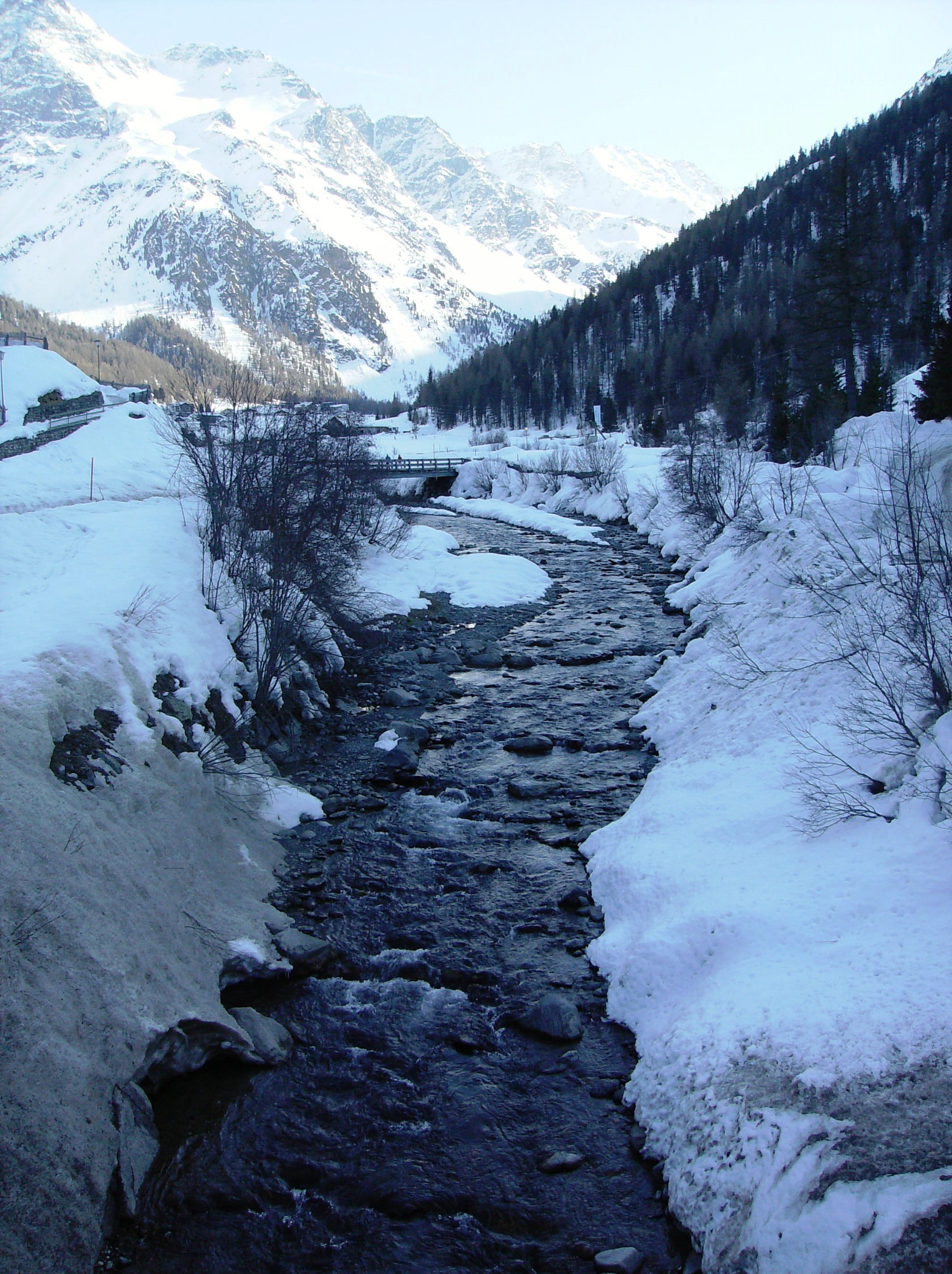
Le ruisseau traversant le village.

Sulden se trouve au pied de l'Ortles, dans le Vinschgau, vallée de l'est du col du Stelvio. Il est situé à 1 900 m d'altitude, et sa population est d'environ 400 habitants.

## Économie
La principale activité du village est le tourisme, avec des pistes de ski montant jusqu'à 3 250 m sur le Schöntaufspitze.

## Monuments et lieux d'intérêt

### Architecture religieuse

#### L'ancienne église paroissiale
L'ancienne église paroissiale (Altepfarrkirche) est une construction rectangulaire simple, équipée d'un chœur polygonal et d'un clocher latéral.
Dans sa forme actuelle, elle remonte au XVIe siècle, mais son existence remonte au moins au XIVe siècle, car elle a été mentionnée pour la première fois en 1369 et des fragments picturaux subsistent probablement à cette époque.
Le retable, représentant Sainte Gertrude, est l'œuvre de Johann Siess (1851). Sur les murs sont plutôt représentés la via crucis et l'enterrement de Jésus (1558).

#### La nouvelle église
La nouvelle église n'est pas loin de l'ancienne et est considérablement plus grande.

## Galerie

Hiver
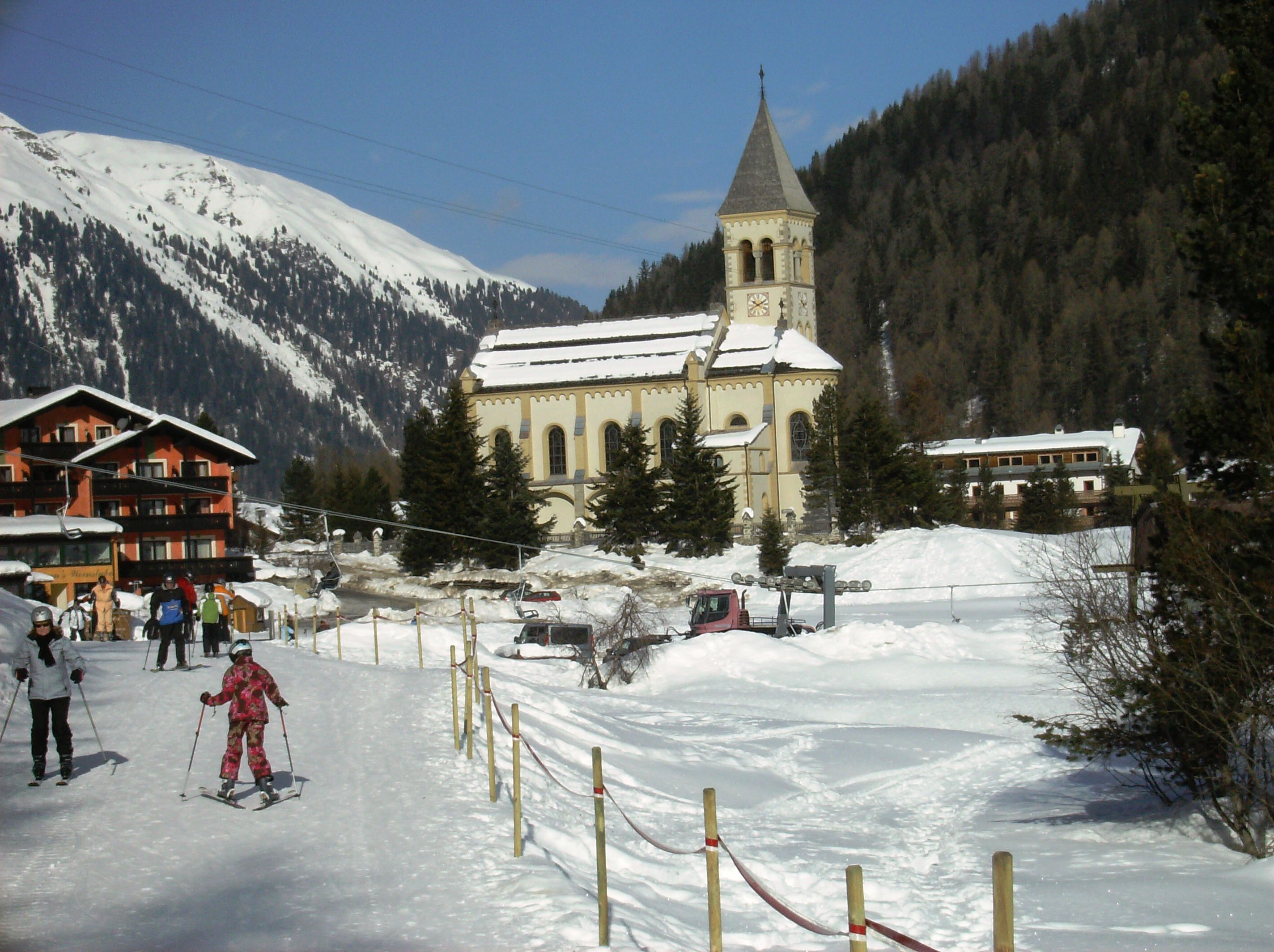
Les pistes de ski de fond près du village.
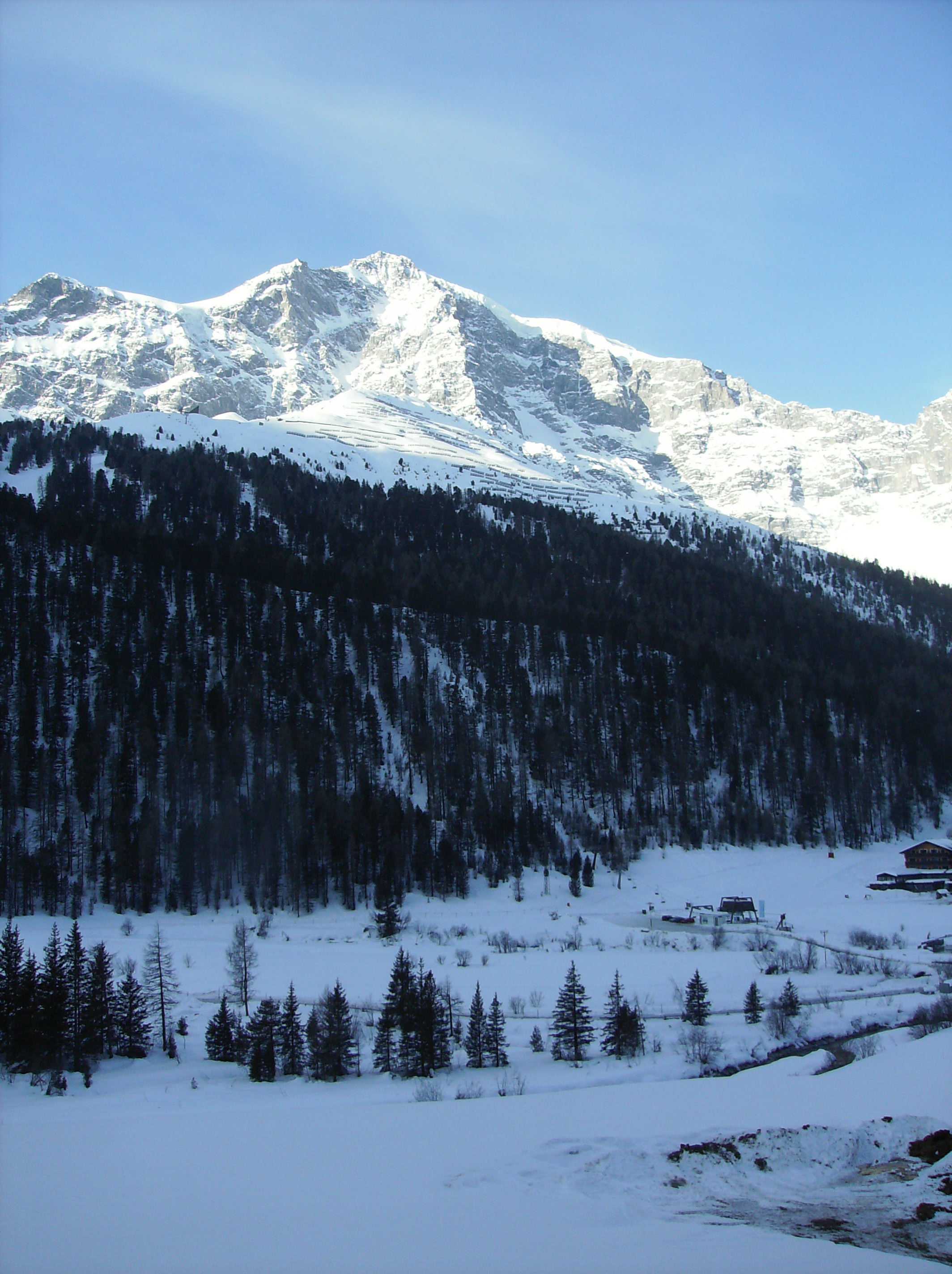
L'Ortler vu du village de Solda.
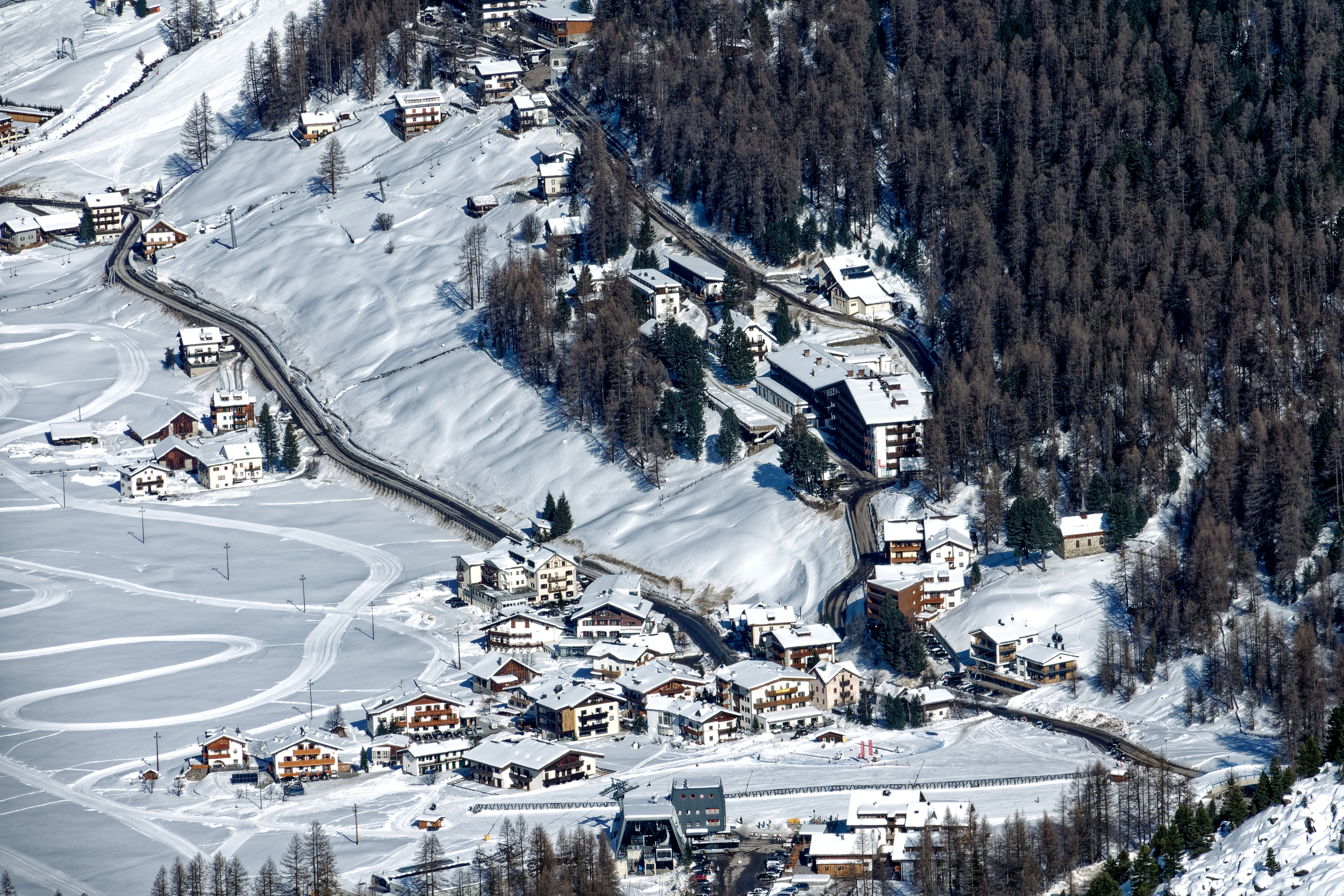

Été
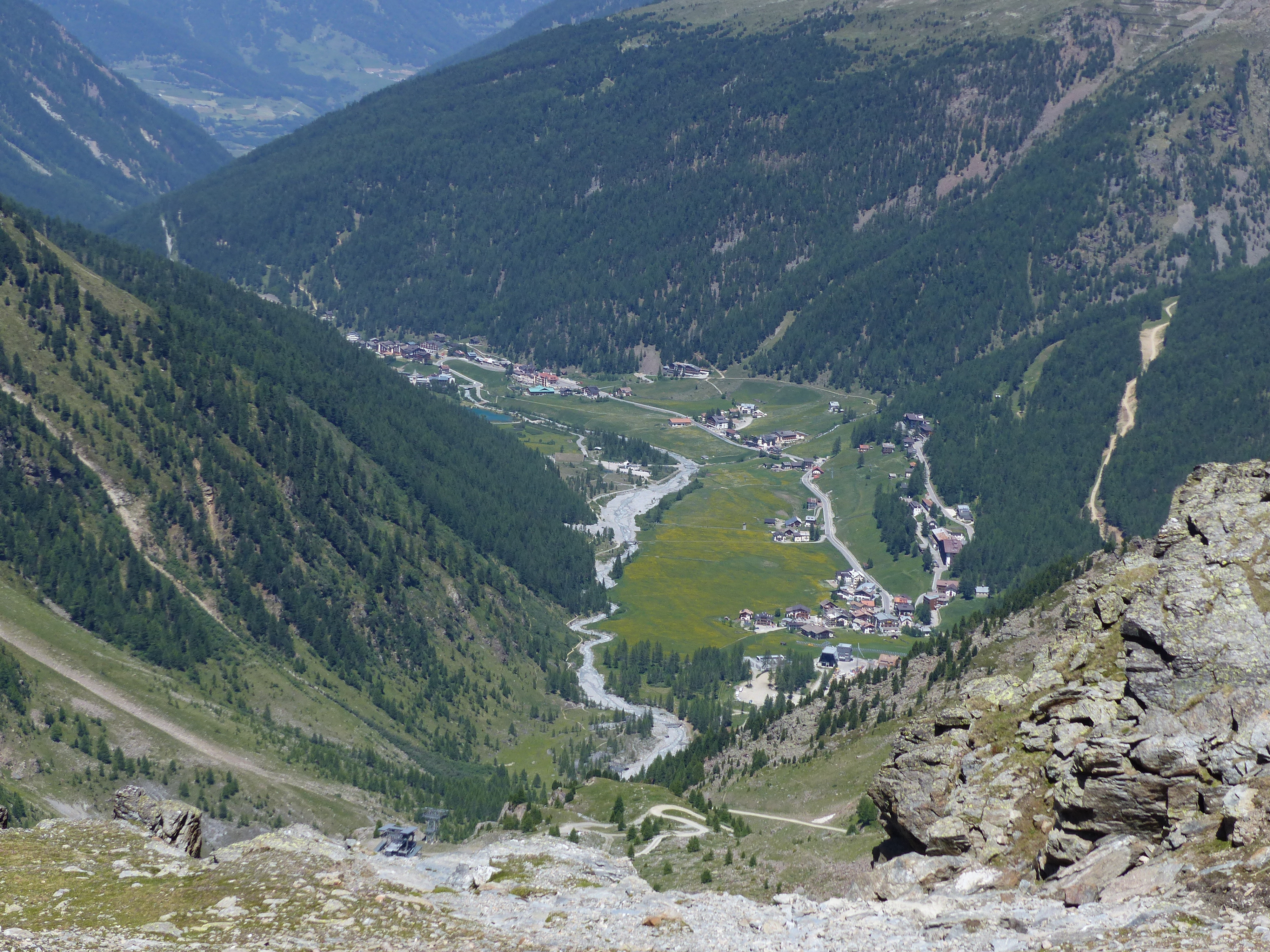
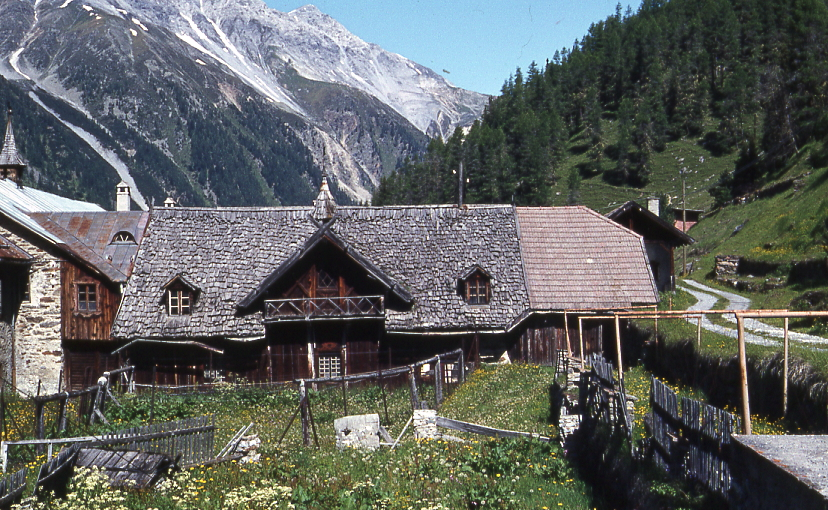
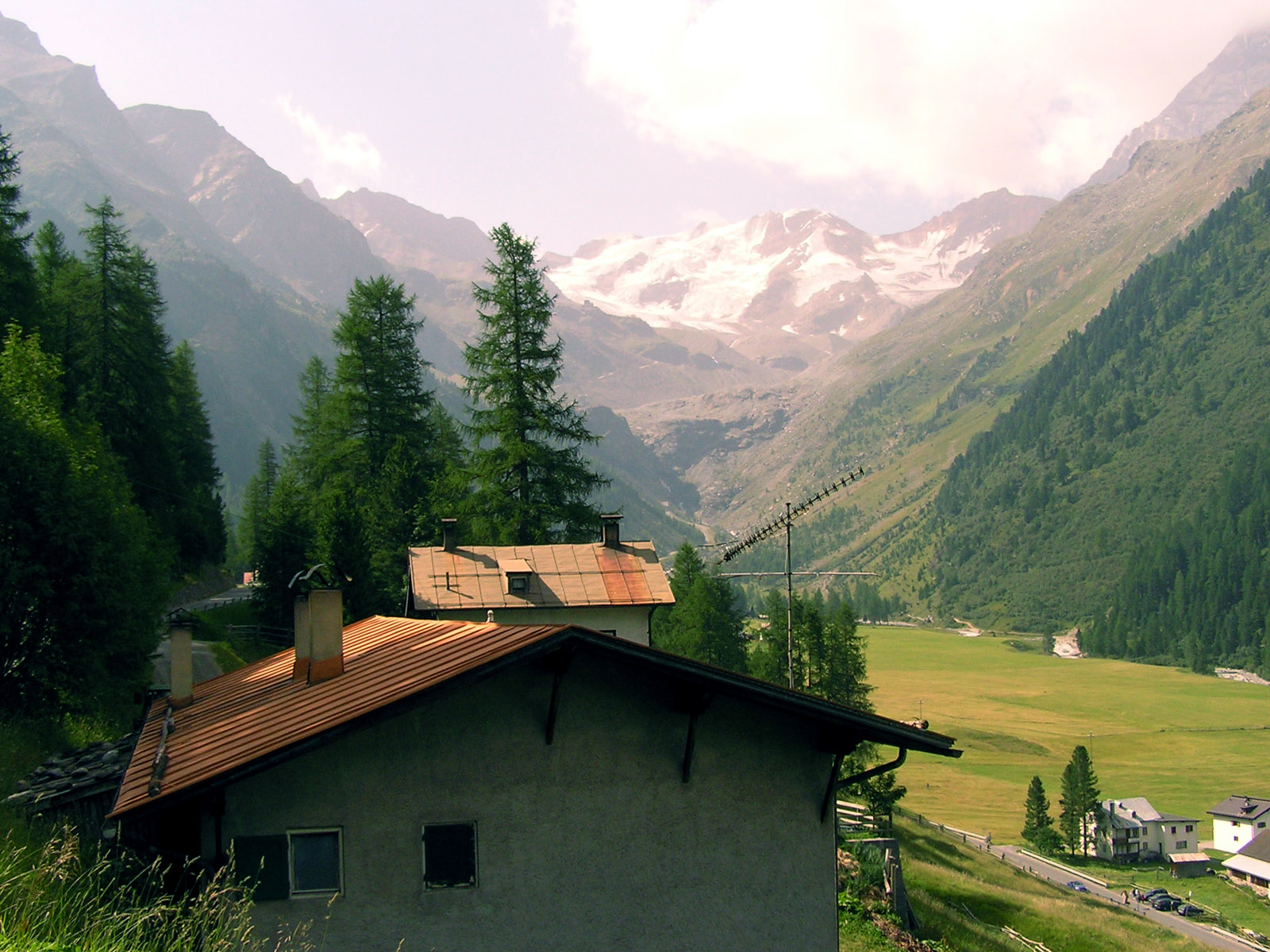
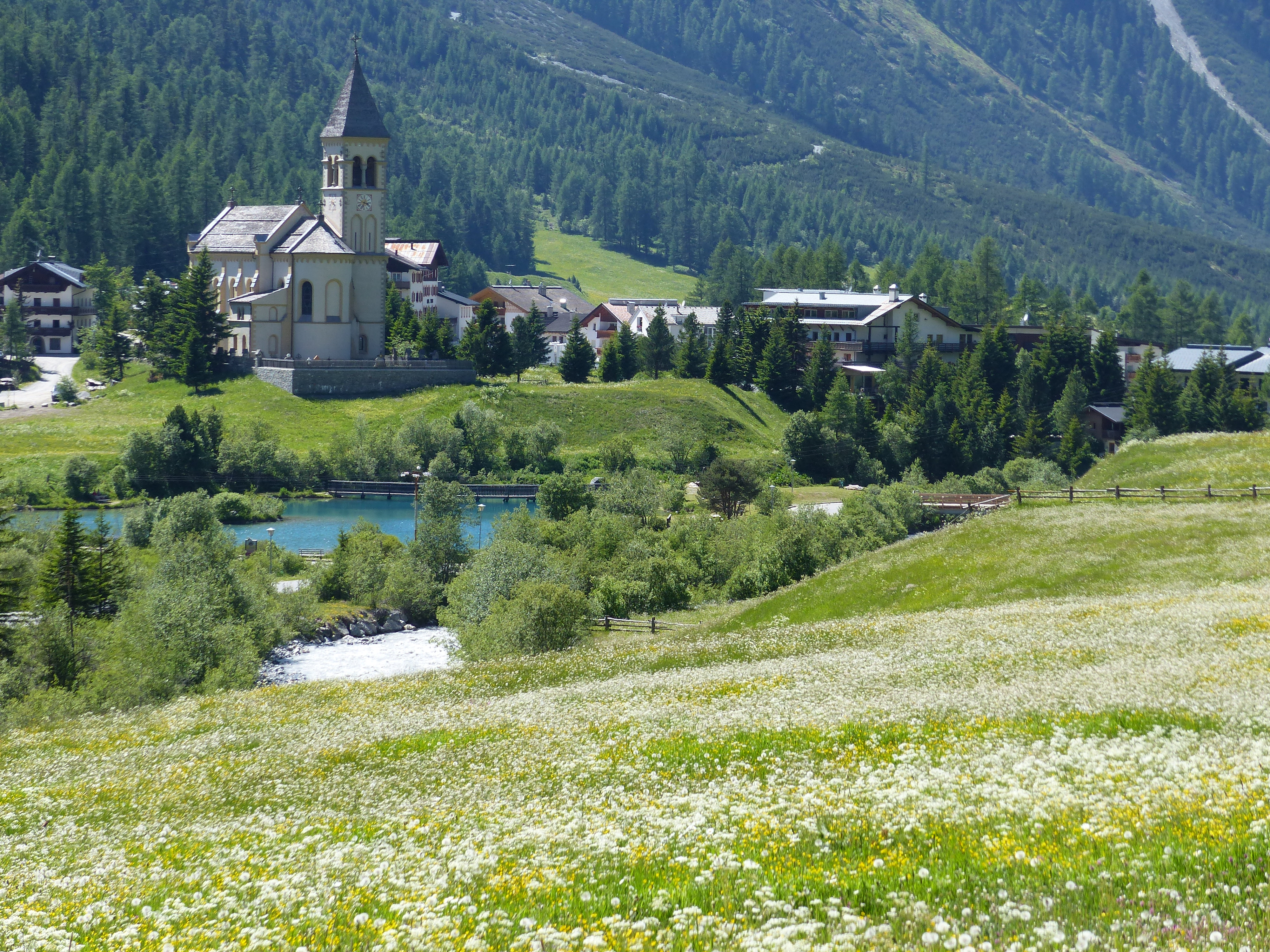
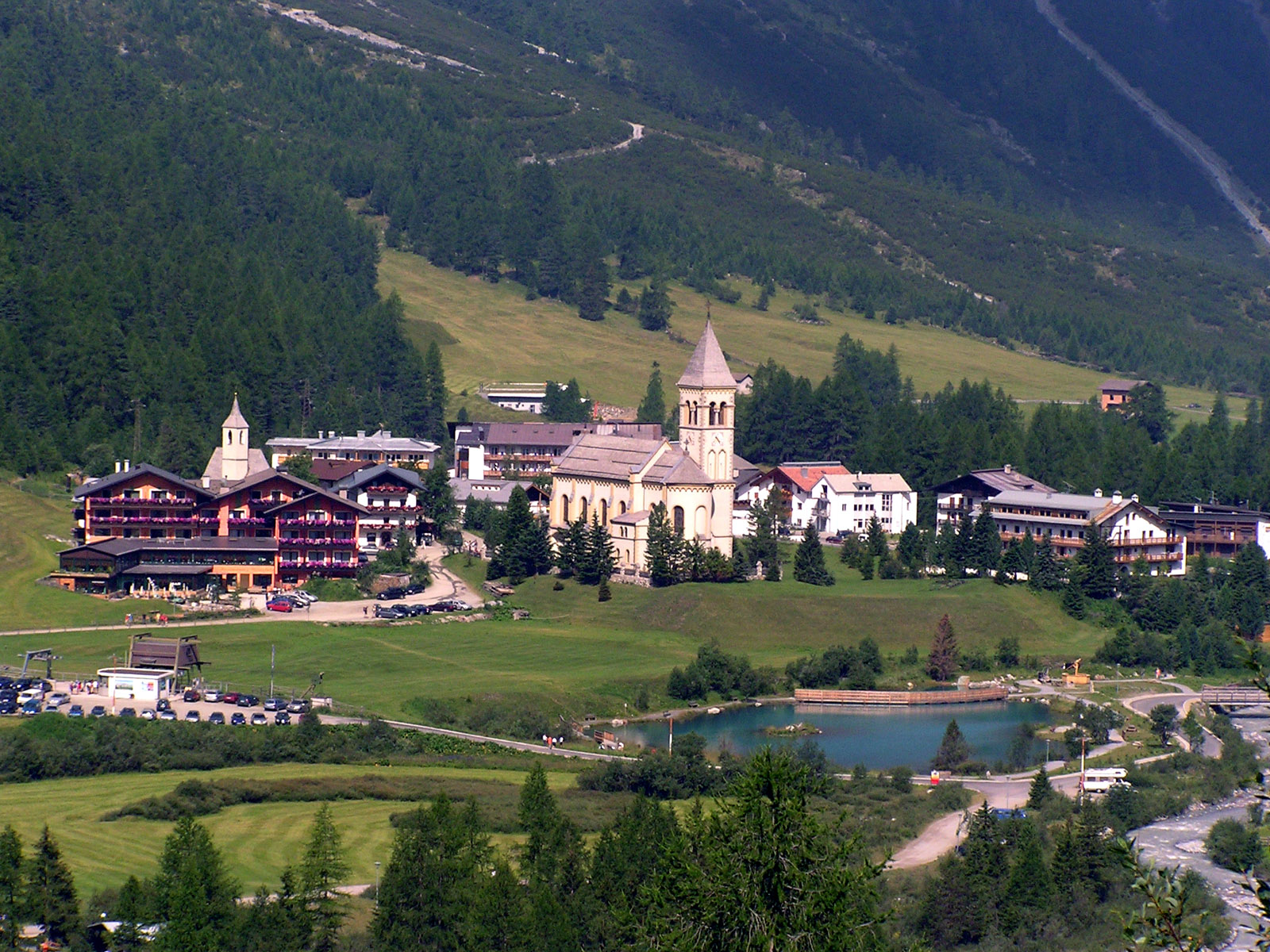